# 都市写真
都市写真（とししゃしん）とは、「都市の写真」「都市を記録した写真」のことである。逆に、都市写真の対象となりうる都市を「写真都市」と呼ぶことがある。
都市写真の具体例としては、古いものとして、
- ウジェーヌ・アジェのパリ
- ベレニス・アボットのマンハッタン
- 桑原甲子雄の東京

などがある。

都市写真といっても、明確な定義がある訳ではなく、また、言葉として十分に定着しているものでもない（したがって、「都市写真」とかっこつきで書くべきかもしれない）。しかし、明確に言えることは、都市を撮影していれば全て「都市写真」になるというものでもなく、反対に、全ての都市が「都市写真」の対象となりうる（写真都市となりうる）というものでもない、ということである。

都市写真は、被写体よりも、むしろ、それを撮影する側（撮影者）の意思や行動や視線が問題とされるという、極めて近代的な意味合いを持った分野だといえる。

## 日本語の主要参考文献
- 「東京・都市の視線」展図録／東京都写真美術館／1990年
- 東京写真／飯沢耕太郎／INAX／1995年
- 「写真都市TOKYO」展図録／東京都写真美術館／1995年

- アッジェ／巴黎（パリ）／リブロポート／1993年
- 桑原甲子雄／東京1934〜1993／新潮社（フォト・ミュゼ）／1995年
- 今橋映子『〈パリ写真〉の世紀』（白水社、 2003）ISBN 4560038945 （→ パリ写真）

- 大阪（百々俊二（どど・しゅんじ）、青幻舎）